# Campeonato de Fútbol de Costa Rica 1956
El Campeonato de Fútbol de 1956, se considera la edición número 37 de Liga de Fútbol de Costa Rica, organizada por la FEDEFUTBOL.
En 1956, se declara por segunda vez un torneo desierto, debido a la participación de la Selección de fútbol de Costa Rica en el II Campeonato Panamericano de Fútbol disputado en México fue hasta ese momento la mayor gesta futbolística de nuestra Selección; quedando en tercer lugar en un campeonato solo por debajo de las potencias de Argentina y Brasil y por encima de Chile, Perú y México. 
Esta histórica participación dio lugar al equipo denominado Los chaparritos de oro (por la juventud de la selección)  integrado por : Hernán Alvarado, Mario Pérez, René Muñoz, Jorge Solís, Reynaldo Orozco, Mario Cordero, Mario Murillo, Alex Sánchez, Isidro Williams, Marvin Rodríguez, Edgar Quesada, Elías Valenciano, Édgar Esquivel, Tulio Quirós, Rodolfo Herrera, Álvaro Murillo, Danilo Montero, Jorge Monge, Isaías Araya, Alexis Goñi, Óscar Bejarano, Rubén Jiménez.
Al igual que en 1954 el torneo no se anuló, al ser declarado desierto ya quedaba registrado oficialmente como uno más de los campeonatos efectuados.
En 1956 se disputó la Copa Hexagonal Interprovincial, ganada por el Club Sport Herediano.

## Equipos participantes
| Provincia | N.º | Equipos                                                                                         |
| --------- | --- | ----------------------------------------------------------------------------------------------- |
| San José  | 5   | La Libertad, Gimnástica Española, Orión, Universidad de Nacional Costa Rica, Saprissa y Uruguay |
| Alajuela  | 1   | Alajuelense                                                                                     |
| Cartago   | 1   | Cartaginés                                                                                      |
| Heredia   | 1   | Herediano                                                                                       |

## Formato del Torneo
El torneo disputado a dos vueltas. Los equipos debían enfrentarse todos contra todos, el último lugar disputaría la promoción contra el campeón de Segunda División.
| Campeón Declarado Desierto |

## Torneos
| Predecesor: Campeonato 1955 | Liga de Fútbol de Costa Rica Campeonato 1956 | Sucesor: Campeonato 1957 |